# Стефан Серб
Стефан Серб или Кир Стефан Серб (серб. Кир Стефан Србин, II половина XIV—XV век, по некоторым данным — 1350 (?) — 1430 (?)) — сербский монах, хормейстер и композитор. Сочинял в позднем калофоническом стиле. Самый ранний из сербских композиторов, сочинения которого дошли до нашего времени.

## Биография
Провел значительную часть своей жизни при дворе деспота Лазаря Бранковича в Смедерево, где он был придворным domestikos — хоровым дирижёром. Документы свидетельствуют о его кратковременном пребывании в монастырях Куманово (Македония) и Путна (Румыния), в последнем сохранились рукописи его песнопений. Некоторые источники утверждают, что датами его жизни и смерти являются 1360 и 1430 годы, что он был игуменом, руководителем хора и протопсалтом монастыря Хиландар. Манускрипты сочинений Стефана Серба сохранились в библиотеках Ватикана, Москвы, Афин, монастырей Хиландар, Иверского, Великая Лавра, Симонопетра на Афоне.

## Сочинения
Стефану Сербу принадлежит трактат по теории музыки, а также антология литургических произведений «Psaltikia» — единственный оригинал музыкальной рукописи на одном из славянских языков, относящийся к XV веку и дошедший до XX века. Манускрипт хранился в Национальной библиотеке Сербии в Белграде. Он погиб 6 апреля 1941 года, когда вся библиотека сгорела после бомбардировки немецкой авиацией. В 1937 году, до гибели рукописи, сербский композитор Коста Манойлович сделал двенадцать фотографий некоторых страниц рукописи, фотокопии которых сохранились. В них находится девять сочинений композитора, некоторые из которых, возможно, были автографами.
В 1961 году сербский музыковед Димитрие Стефанович осуществил транскрипцию отдельных сочинений Стефана Серба на современную музыкальную нотацию. Первое исполнение сочинений Стефана было осуществлено в церкви Святой Софии в Охриде, Македония, в 1961 году.
В числе прочих Стефану Сербу принадлежат песнопения на церковнославянском и греческом языках, сохранившиеся до нашего времени:
- Нинїa Сили, подписано в оригинале «Творение доместика Кира Стефана Сербина»
- ВькȢсите и Видите, подписано в оригинале «Творение доместика Кира Стефана Сербина»
- Γεύσασθε και ίδετε
- Σώμα Χριστού
- ПомилȢи Ме Боже
- ᾌσατε Τῷ Κυρίῳ
- Херувимская песнь

Монастырь Хиландар, где Стефан Серб был игуменом.
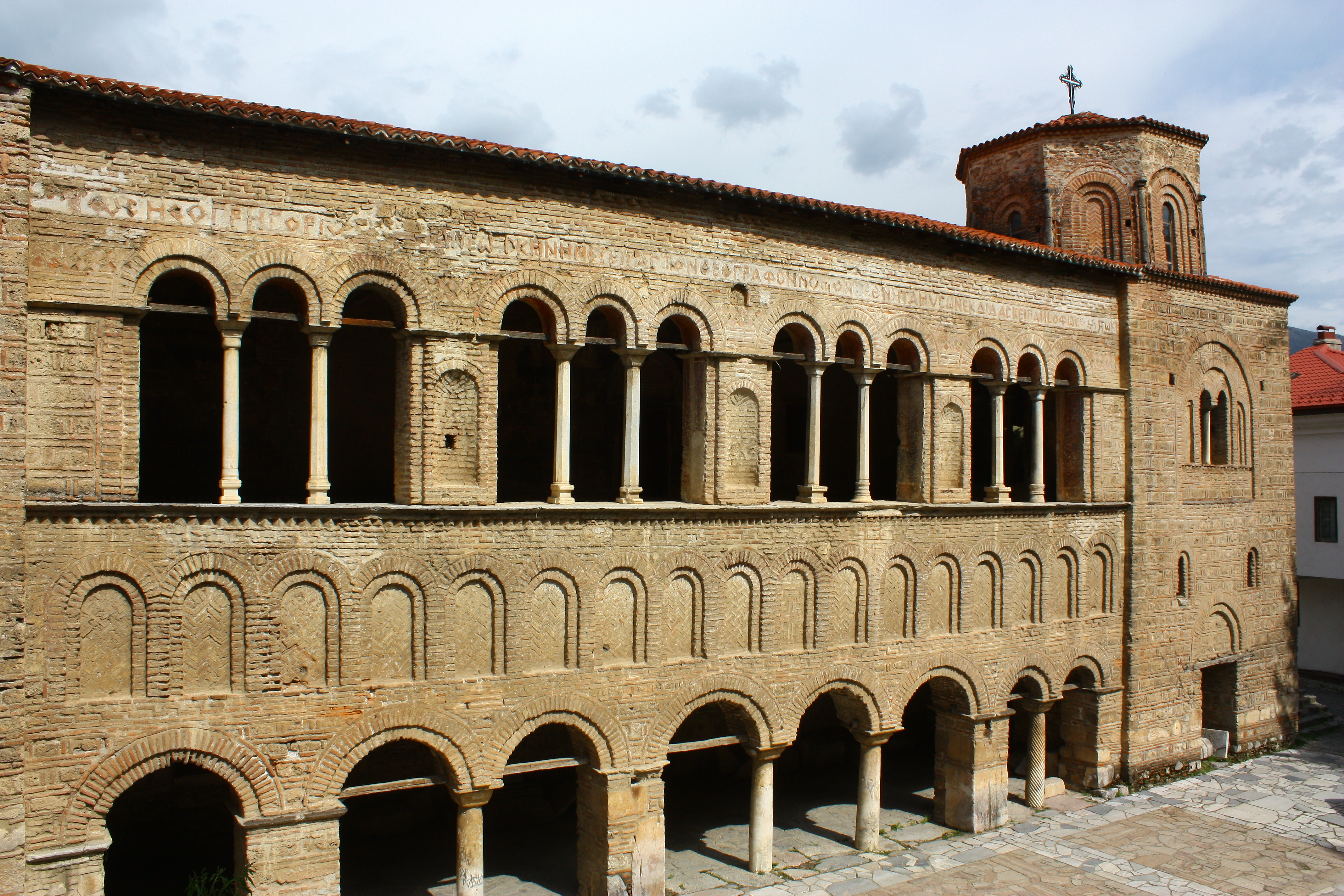
Церковь Святой Софии в Охриде, где произведения Стефана Серба были впервые исполнены после длительного забвения.

## Интересные факты
В Сербии именем композитора назван мужской хор «Кир Стефан Сербин», в состав которого входят выпускники Белградской академии музыкального искусства и участники Хора радио и телевидения Сербии.